# Борисовский авторемонтный завод
Бори́совский авторемо́нтный заво́д (БАРЗ) — завод в белорусском городе Борисов, занимающийся ремонтом и переоборудованием автобусов, грузовиков, двигателей.

## История
БАРЗ был создан в 1945 году на основе автоэвакуационной базы. Первой его продукцией стали отремонтированные автомобильные прицепы, вскоре завод начал выполнять капремонт грузовиков ГАЗ-АА, ЗИС-5, ленд-лизовских армейских грузовиков, с 1950 года — грузовиков ГАЗ-51. Был освоен капитальный ремонт автобусов ГАЗ-03-30. В 1953 году завод освоил ремонт старых и выпуск новых автобусов ПАЗ-651 (ГЗА-651), которые в Борисове получали полностью новые деревометаллические кузова, отличавшиеся от павловских формой аншлага. Производство этих автобусов шло в достаточно сложных условиях: из-за малой высоты кузовного цеха БАРЗа автобусные кузова приходилось собирать в отдалённом от завода арендованном здании Борисовской судоверфи.
В 1954 году велись работы над созданием вместо устаревшего ГЗА-651 нового автобуса вагонного типа на том же шасси (ГАЗ-51). Он был одним из первых советских вагонных автобусов на шасси ГАЗа, но из-за недостатка производственных мощностей в серию не пошёл, а выпуск ГЗА-651 продолжался до 1970 года. В конце 1950-х — начале 1960-х освоен ремонт автобусов РАФ-251. В 1963 году БАРЗ разместился на новой территории, после чего начал заниматься восстановлением автобусов ПАЗ-652, ПАЗ-653 и ПАЗ-659. Ремонтом вышеперечисленных автобусов завод занимался до начала 1980-х годов.
К 1965 году на БАРЗе был разработан собственный автобус БЗ-05 с деревометаллическим кузовом капотной компоновки на шасси ГАЗ-53Ф: эти автобусы предназначались для бытового обслуживания сельского населения и представляли собой передвижные парикмахерские и мастерские. Существовали версии БЗ-05 с обыкновенными пассажирскими салонами. В том же году БЗ-05 был запущен в серийное производство, продолжавшееся 3 года, за которые по разным данным было выпущено от 300 до 500 автобусов. Их место в производстве заняли хлебные фургоны КХА-2-57.
В начале 1970-х годов вместо КХА-2-57 начали производить кузова ГЗСА-892, чей выпуск составлял от 50 до 150 штук в разные годы. В 1974 году в Борисове выпустили партию школьных автобусов ПАЗ-651Ш и переоборудовало в школьные прошедшие капремонт ПАЗ-652Б. Они были одними из первых школьных автобусов, произведёнными в СССР. Последними машинами собственной разработки стали школьные автобусы БЗ-06 и БЗ-07Ш на шасси ГАЗ-52/53. Их цельнометаллические кузова внешне сильно напоминали КАвЗ-685. Эти автобусы выпускались небольшими партиями до конца 1970-х годов и получили распространение только на территории Белоруссии.
В 1980-х БАРЗ занимался в основном восстановлением кузовов для КАвЗ-685 и ПАЗ-672, до середины 1990-х годов выполнял капремонт автобусов ПАЗ, КАвЗ, ЛАЗ, горьковских грузовиков, их агрегатов, занимался изготовлением кузовов-фургонов.